# Lorenzo Musetti
Lorenzo Musetti (Carrara, 3 de marzo de 2002) es un tenista profesional italiano. Actualmente ocupa el puesto no. 7° del ranking ATP, el más alto en su carrera, conseguido el 9 de junio del 2025.    
Su actuación más destacable ha sido llegar a la final de Masters de Montecarlo 2025. También llegó a la cuarta ronda de Torneo de Roland Garros 2021, donde perdió frente al posterior campeón Novak Djokovic, tras ir ganando los 2 primeros sets; también llegó a los cuartos de final del Masters de París 2022. En equipos, resultó ganador de la Copa Davis 2023 con Italia, así como medallista de bronce en los Juegos Olímpicos de París 2024. 
Destacan sus victorias sobre Top-10 frente al propio Djokovic en Montecarlo 2023, Casper Ruud, Carlos Alcaraz, Félix Auger-Aliassime, Diego Schwartzman que eran Número 1, Top-5 o Top-10 al momento del enfrentamiento.

## Primeros años de vida
Musetti nació el 3 de marzo de 2002 en Carrara, Toscana.  Su padre, Francesco Musetti, trabaja en una cantera de mármol, y su madre, Sabrina Ratti, es secretaria.  Su hermana mayor, Valentina, fue tenista y está casada con el tenista Gianluca Mager. 
Comenzó a jugar al tenis a los cuatro años y fue entrenado por Simone Tartarini desde la infancia, creció teniendo como ídolo tenístico a Roger Federer.

## Carrera

### Juniors
El 10 de junio de 2019, alcanzó el puesto 1 en el ranking mundial de juniors de la ITF, el más alto de su carrera. El 26 de enero de 2019, Musetti derrotó a Emilio Nava para ganar el título individual masculino del Abierto de Australia de 2019.

### 2020: debut en la ATP
Hizo su debut en un cuadro principal de la ATP al clasificarse en el Torneo de Dubái 2020, donde perdió en primera ronda contra el ruso Andrey Rublev. Su segundo partido a nivel del cuadro principal llegó después de la clasificación en el Masters de Roma 2020, donde derrotó al tres veces campeón de Grand Slam, Stan Wawrinka, en la primera ronda para ser el primer jugador nacido en 2002 en ganar un partido ATP, en su segundo partido derrotó al japonés, Kei Nishikori ex n.º 4 ATP.
En octubre recibió una invitación para el Torneo de Cerdeña 2020, donde alcanzó su primera semifinal ATP, retirándose debido a una lesión contra el eventual campeón Laslo Djere después de ir perdiendo 1-4 en el tercer set. En septiembre ganó el challenger de Forli derrotando al brasileño Thiago Monteiro.

### 2021: Top 100, semifinal ATP 500, debut en Grand Slam y cuarta ronda
Musetti fue el jugador más joven en entrar por primera vez al top 100 ATP luego de que llegó a las semifinales del Torneo ATP 500 en Acapulco 2021, después de pasar por la clasificación. Fue aquí donde obtuvo su primera victoria contra un top-10, frente a Diego Schwartzman sembrado no.9 en tres sets. También venció a Frances Tiafoe y al quinto cabeza de serie, Grigor Dimitrov, para entrar en el top 100 y alcanzar su segunda semifinal ATP, y la primera en un torneo 500, donde perdió contra Stefanos Tsitsipas. Musetti, de 19 años, fue el tercer semifinalista más joven en la historia del torneo, sólo Xavier Malisse (1998) y Rafael Nadal (2005) llegaron a los cuarto de final en Acapulco con una edad menor.
Musetti alcanzó su tercera semifinal en el Torneo de Lyon 2021 donde de nuevo cayó contra Stefanos Tsitsipas. Terminó la temporada de arcilla alcanzando la cuarta ronda en el Torneo de Roland Garros 2021, en su debut en el campeonato de Grand Slam (sólo el sexto jugador desde 2000 en hacerlo), venciendo sucesivamente al 13° cabeza de serie, David Goffin, a Yoshihito Nishioka y a Marco Cecchinato en 5 sets. Terminó su participación en perdiendo contra Novak Djokovic después de ir 2 sets arriba y sufrir problemas físicos. Como resultado de esta exitosa racha, ascendió a su mejor clasificación, el número 57 del mundo, el 13 de septiembre de 2021.
Al finalizar la temporada, participó en las Next Generation ATP Finals, donde quedó eliminado en la fase de todos contra todos como tercero de su grupo, tras haber perdido ante Sebastián Báez y el finalista Sebastián Korda, y ganado ante Hugo Gastón. 

### 2025: Final en Montecarlo y top-10
En enero inició la temporada en el Torneo de Hong Kong, donde superó en sets corridos a Gabriel Diallo, perdiendo en el siguiente partido en tres set contra Jaume Munar. Más tarde, como preclasificado no.16 disputó el Abierto de Australia 2025, en la primera ronda derrotó a su compatriota Matteo Arnaldi en cuatro sets, para avanzar en la siguiente ronda donde superó a Denis Shapovalov en sets corridos incluyendo dos tie-break en los primeros set, en la tercera ronda no pudo contra Ben Shelton que se llevó el partido por marcador de 3-6, 6-3, 4-6, 6-7.
En su participación en el Masters de Montecarlo, el jugador debutó con una victoria en la primera ronda frente a Jiří Lehečka, superándolo en tres sets con un marcador de 1-6, 7-5, 6-2. En la siguiente ronda, enfrentó a Matteo Berrettini, a quien derrotó en sets corridos por un contundente 6-3, 6-3, siendo el único partido que disputó a dos set en el torneo, continuó su destacada participación logrando una victoria en cuartos de final contra el vigente y tres veces campeón del torneo, Stéfanos Tsitsipás, en tres sets con un marcador de 1-6, 6-3, 6-4. Este triunfo le permitió avanzar a las semifinales, donde enfrentó a Álex de Miñaur, tras perder el primer set por 1-6, ganó el segundo por 6-4 y se impuso en el tercer set en un tie-break, tras desperdiciar un saque para partido con marcador de 5-4. Esta victoria lo llevó a la final del Masters de Montecarlo, convirtiéndose en el primer italiano en alcanzar la final en los 103 años de historia del torneo. En la final enfrentó a Carlos Alcaraz, aunque Musetti ganó el primer set, pero perdió los dos siguientes por 1-6 y 0-6, mostrando evidentes problemas físicos que afectaron su rendimiento en los últimos dos sets.

## Juegos Olímpicos

### Individual

#### Medalla de bronce
| Año  | Sede       | Oponente en la final  | Resultado     |
| 2024 | París 2024 | Félix Auger-Aliassime | 6-4, 1-6, 6-3 |

## ATP World Tour Masters 1000

### Finalista (1)
| Año  | Torneo     | Superficie    | Ind/Outdoor | Oponente en la final | Resultado     |
| 2025 | Montecarlo | Tierra batida | Outdoor     | Carlos Alcaraz       | 6-3, 1-6, 0-6 |

## Títulos ATP (2; 2+0)

### Individual (2)
| Leyenda                         |
| Grand Slam (0)                  |
| ATP World Tour Finals (0)       |
| ATP World Tour Masters 1000 (0) |
| ATP World Tour 500 (1)          |
| ATP World Tour 250 (1)          |

| N.º | Fecha                 | Torneo   | Superficie    | Oponente en la final | Resultado        |
| --- | --------------------- | -------- | ------------- | -------------------- | ---------------- |
| 1.  | 24 de julio de 2022   | Hamburgo | Tierra batida | Carlos Alcaraz       | 6-4, 6-7(6), 6-4 |
| 2.  | 23 de octubre de 2022 | Nápoles  | Dura          | Matteo Berrettini    | 7-6(5), 6-2      |

#### Finalista (4)
| N.º | Fecha                    | Torneo       | Superficie    | Oponente en la final | Resultado        |
| --- | ------------------------ | ------------ | ------------- | -------------------- | ---------------- |
| 1.  | 23 de junio de 2024      | Queen's Club | Hierba        | Tommy Paul           | 1-6, 6-7(8)      |
| 2.  | 27 de julio de 2024      | Umag         | Tierra batida | Francisco Cerúndolo  | 6-2, 4-6, 6-7(5) |
| 3.  | 24 de septiembre de 2024 | Chengdú      | Dura          | Juncheng Shang       | 6-7(4), 1-6      |
| 4.  | 13 de abril de 2025      | Montecarlo   | Tierra batida | Carlos Alcaraz       | 6-3, 1-6, 0-6    |

### Dobles (0)
| Leyenda                         |
| Grand Slam (0)                  |
| ATP Wourld Tour Finals (0)      |
| ATP Masters 1000 World Tour (0) |
| ATP World Tour 500 series (0)   |
| ATP World Tour 250 series (0)   |

#### Finalista (2)
| N.º | Fecha                 | Torneos    | Superficie | Pareja         | Oponentes en la final      | Resultado           |
| --- | --------------------- | ---------- | ---------- | -------------- | -------------------------- | ------------------- |
| 1.  | 24 de febrero de 2024 | Doha       | Dura       | Lorenzo Sonego | Jamie Murray Michael Venus | 6-7(0), 6-2, [8-10] |
| 2.  | 17 de agosto de 2025  | Cincinnati | Dura       | Lorenzo Sonego | Nikola Mektić Rajeev Ram   | 6-4, 3-6, [5-10]    |

## Títulos Challenger (2; 2+0)

### Individuales (2)
| N.° | Fecha                    | Torneo                | Superficie    | Oponente en la final | Resultado     |
| --- | ------------------------ | --------------------- | ------------- | -------------------- | ------------- |
| 1.  | 26 de septiembre de 2020 | Challenger de Forlí   | Tierra batida | Thiago Monteiro      | 7-6, 7-6      |
| 2.  | 4 de junio de 2022       | Challenger de Forlì 6 | Tierra batida | Francesco Passaro    | 2-6, 6-3, 6-2 |

### Finalista (2)
| N.° | Fecha                 | Torneo                 | Superficie    | Oponente en la final | Resultado     |
| --- | --------------------- | ---------------------- | ------------- | -------------------- | ------------- |
| 1.  | 31 de enero de 2021   | Challenger de Antalya  | Tierra batida | Jaume Munar          | 7-6, 2-6, 2-6 |
| 2.  | 21 de febrero de 2021 | Challenger de Biella 2 | Dura (i)      | Soon Woo Kwon        | 2-6, 3-6      |

## Clasificación histórica
| Torneos de Grand Slam |                 |                 |                 |                 |       |        |         |
| Abierto de Australia | A               | A               | 1R              | 1R              | 2R    | 0 / 3  | 1-3     |
| Roland Garros | A               | 4R              | 1R              | 4R              | 3R    | 0 / 4  | 8-4     |
| Wimbledon | ND              | 1R              | 1R              | 3R              | SF    | 0 / 4  | 7-4     |
| US Open | A               | 2R              | 3R              | 1R              |       | 0 / 3  | 3-3     |
| Ganados–Perdidos | 0-0             | 4-3             | 2-4             | 5-4             | 8-3   | 0 / 14 | 19-14   |
| Torneo de maestros |                 |                 |                 |                 |       |        |         |
| ATP Finals | No se clasificó | No se clasificó | No se clasificó | No se clasificó |       | 0 / 0  | 0-0     |
| ATP World Tour Masters 1000                                                                                               |                 |                 |                 |                 |       |        |         |
| Indian Wells | ND              | 1R              | 2R              | 2R              | 3R    | 0 / 4  | 2-4     |
| Miami | ND              | 3R              | 1R              | 2R              | 4R    | 0 / 4  | 4-4     |
| Montecarlo | ND              | 1R              | 3R              | CF              | 3R    | 0 / 4  | 7-4     |
| Madrid | ND              | A               | 3R              | 2R              | 2R    | 0 / 3  | 2-3     |
| Roma | 3R              | 2R              | A               | 4R              | 2R    | 0 / 4  | 5-4     |
| Canadá | ND              | A               | A               | 3R              | A     | 0 / 1  | 2-1     |
| Cincinnati | A               | A               | 1R              | 2R              | 2R    | 0 / 3  | 2-3     |
| Shanghái | No disputado    | No disputado    | No disputado    | 2R              |       | 0 / 1  | 0-1     |
| París | A               | 2R              | CF              | 1R              |       | 0 / 3  | 4-3     |
| Ganados-Perdidos | 2-1             | 4-5             | 8-6             | 8-9             | 6-6   | 0 / 27 | 28-27   |
| Representación nacional                                                                                                   |                 |                 |                 |                 |       |        |         |
| Juegos Olímpicos | NC              | 1R              | No celebrado    | No celebrado    | 3.º   | 0 / 2  | 5-2     |
| Copa Davis | A               | CF              | SF              | G               |       | 1 / 3  | 2-4     |
| United Cup | Inexistente     | Inexistente     | Inexistente     | F               | A     | 0 / 1  | 4-1     |
| Ganados–Perdidos | 0-0             | 0-1             | 2-2             | 4-3             | 5-1   | 1 / 5  | 11-7    |
| Estadísticas |                 |                 |                 |                 |       |        |         |
| | 2020            | 2021            | 2022            | 2023            | 2024  | T/P    | G-P     |
| Torneos | 3               | 20              | 28              | 27              | 21    | 99     | 99      |
| Títulos | 0               | 0               | 2               | 0               | 0     | 2      | 2       |
| Finales | 0               | 0               | 2               | 0               | 2     | 4      | 4       |
| G–P en general | 5-3             | 21-22           | 34-29           | 32-29           | 32-21 | 2 / 99 | 124-104 |
| Victorias % | 63%             | 49%             | 54%             | 52%             | 60%   | 54%    | 54%     |
| Leyenda: G: Torneo ganado; F: Finalista; SF: Semifinalista; CF: Cuartos de final; G-P: Ganados-Perdidos; ND: No Disputado |                 |                 |                 |                 |       |        |         |

## Ranking ATP al final de la temporada
| Año                     | 2019 | 2020 | 2021 | 2022 | 2023 | 2024 |
| Ranking en individuales | 361  | 128  | 59   | 23   | 27   | 17   |